# Eckartsberg (Mittelherwigsdorf)

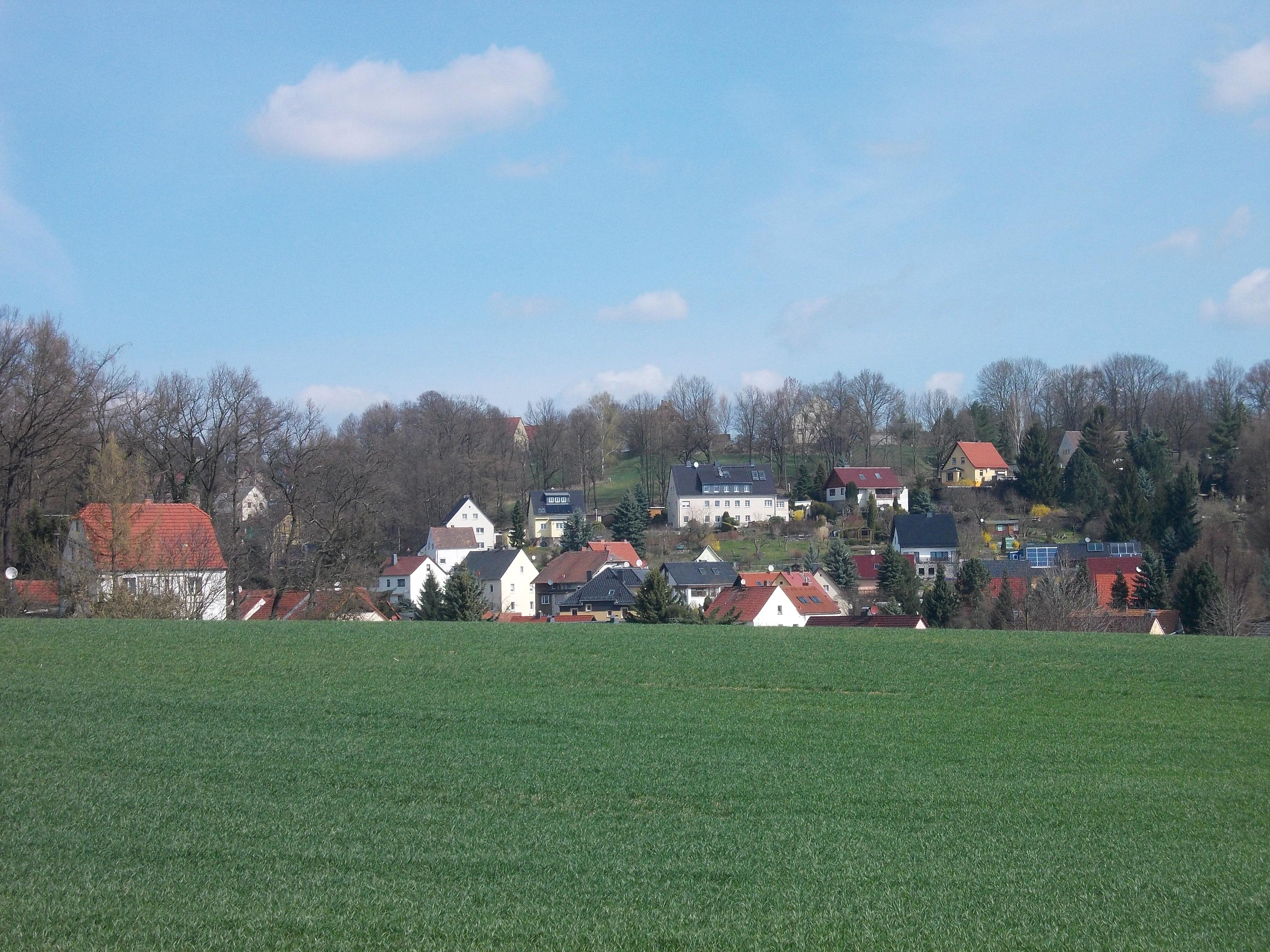
Blick vom Hasenberg auf den nördlichen Teil von Eckartsberg

Eckartsberg ist ein Ortsteil von Mittelherwigsdorf im Landkreis Görlitz.

## Geografie

### Lage
Eckartsberg liegt im südlichen Teil des Landkreises im Zittauer Becken in der Östlichen Oberlausitz. Das Dorf erstreckt sich auf drei Kilometer Länge linksseitig des Eckartsbaches von Nordwest nach Südost zwischen Oberseifersdorf und der Weinau an der nordöstlichen Stadtgrenze von Zittau. Im unteren Teil wird Eckartsberg von der Bahnstrecke Zittau–Hagenwerder durchquert. Im Norden verläuft parallel zum Dorf die neue Bundesstraße 178. Nördlich erheben sich der Steinberg (326 m) und der Eckartsberg (299 m), südwestlich der Kummersberg (300 m), westlich der Hasenberg sowie nordwestlich die Herwigsdorfer Höhe  und der Höllberg (270 m).

### Nachbarorte
| Oberherwigsdorf              | Oberseifersdorf                             | Wittgendorf |
| Hasenberg, Mittelherwigsdorf | Kompassrose, die auf Nachbargemeinden zeigt | Radgendorf  |
| Zittau, Pethau               | Zittau                                      |             |

## Geschichte
Anhand der Flurgröße und -begrenzung wird angenommen, dass das Dorf bereits vor der Ostkolonisation bestanden hat. Erstmals schriftlich erwähnt wurde Eckardistorph im Jahre 1310. Zu dieser Zeit besaß das Kloster St. Marienthal mehrere Bauerngüter, die übrigen gehörten Heinrich von Leipa. Benannt wurde das Dorf wahrscheinlich nach einem Lokator namens Eckhard. Mit der Erstarkung der Stadt Zittau wurden sukzessive mehrere Bauerngüter von wohlhabenden Zittauer Bürgern erworben. Zu Beginn des 16. Jahrhunderts brachte der Rat zu Zittau auch den Marienthaler Anteil an sich; damit gehörte ihm das gesamte Dorf. Mit einer kurzen Unterbrechung in Folge des Oberlausitzer Pönfalls blieb Eckartsberg danach immer eines der Zittauer Ratsdörfer, jedoch führte das Kloster St. Marienthal noch 1618 einen Rechtsstreit mit der Stadt über Besitzansprüche in Eckartsberg. Der in der Eckartsbachschlucht im nordwestlichen Teil des Dorfes gelegene Schleekretscham ist seit 1560 im Zusammenhang mit einem „Schleerichter am Berge“ nachweislich; unweit davon erfolgte in der zweiten Hälfte des 16. Jahrhunderts ein erfolgloser Erzbergbauversuch. Von dem Stollen, dem „Kuxloch“, führte seit 1599 eine Röhrwasserleitung nach dem Eckartsberger Schlössel, und von dort nach Zittau. Der Rat zu Zittau ließ die Eckartsberger Röhrwasserleitung 1682 und 1722 erneuern und durch neue Wasserfassungsanlagen bei den Hasenberggütern erweitern. 1676 entstand beim Schleekretscham die Schleemühle.
Seit dem 18. Jahrhundert errichteten Zittauer Bürger am Hang zum Eckartsbach Sommerhäuser; dieser Trend hielt bis zur Mitte des 19. Jahrhunderts an, danach bevorzugten sie das Zittauer Gebirge. Im Gegensatz zu den meisten anderen Zittauer Ratsdörfern wurden im 18. Jahrhundert in Eckartsberg nur wenige Weber angesiedelt. Bewohner des Dorfes waren hauptsächlich Bauern, Handwerker und Tagelöhner. Der Schleekretscham entwickelte sich am Übergang vom 18. zum 19. Jahrhundert zu einem über die Ortsgrenzen hinaus bekannten Gesellschaftsort. Die am Schleekretscham durch die Eckartsbachschlucht führende alte Zittau-Herrnhuter Straße wurde zwischen 1826 und 1827  zur Hohen Heer- und Landstraße ausgebaut, entlang der Straße entstanden die als „Vierhäuser“ bezeichneten Häuslerstellen. In der Eckartsbachaue am Fuße des Hasenberges wurde 1843 mit dem Abbau von Braunkohle begonnen. In der zweiten Hälfte des 19. Jahrhunderts wurde der Kohlebergbau erweitert, neben dem „Braunkohlenwerk zum Schlößchen“ und dem „Gerlach’schen Braunkohlenwerk“ entstanden auf den angrenzenden Zittauer Hasenbergfluren weitere Gruben, in denen Zittauer Bürger und Handwerker in zumeist kleinen Schachtanlagen unter Missachtung der Sicherheit Kohle abbauen ließen. Insbesondere im „Braunkohlenwerk zum Schlößchen“ kam es in den 1860er Jahren zu mehreren tödlichen Unfällen. Hinter dem Schleekretscham wurde in der Mitte des 19. Jahrhunderts ein Steinbruch angelegt, in dem Kugelbasalt abgebaut und zu Schotter für den Straßen- und Eisenbahnbau verarbeitet wurde. In unmittelbarer Nachbarschaft des Steinbruches entstand 1911 an der Zittau-Löbauer Chaussee die Papierhülsenfabrik der Alfred Hübner GmbH, weitere  Industrieansiedlungen erfolgten nicht. Eingepfarrt war Eckartsberg immer nach Zittau.
Das Basaltwerk wurde in der zweiten Hälfte des 20. Jahrhunderts stillgelegt. Die zwischen den Einfahrten zum Basaltwerk und dem Schleekretscham befindliche Papiermühle bildete zu Zeiten der DDR den Produktionsbereich Papierhülsen des VEB Papierverarbeitungswerk Zittau, der bis 1990 dem Kombinat Verpackung angehörte. Die Eckartsberger Bauern wurden 1953 zur LPG „Aufstieg“ kollektiviert, die 285 ha bewirtschaftete. 1960 wurde das Gut Oberhasenberg mit den beiden Zittauer  Hasenberggütern zur „GPG Hasenberg“ zusammengeschlossen, die auf 45 ha nördlich von Zittau bis hin zur Weinau Feldgemüse anbaute. 1965 wurde Radgendorf eingemeindet. Nach der politischen Wende wurden in den 1990er Jahren am südöstlichen Ende von Eckartsberg das Industriegebiet „Zittau Nord/Ost“ angelegt, das mit 110 ha zu etwa 20 % auf der Gemarkung von Eckartsberg liegt. Die Papierhülsenfabrik firmiert seit der 1991 erfolgten Privatisierung als Eckartsberger Papierverarbeitung GmbH. Am 1. März 1994 erfolgte der Zusammenschluss von Mittelherwigsdorf, Oberseifersdorf und Eckartsberg zu einer Großgemeinde Mittelherwigsdorf. Seit 2000 verläuft nördlich des Dorfes die Zittauer Nordumgehung der Bundesstraße 178.

### Ortsname
Urkundlich überliefert sind die Namensformen Eckardistorph (1310), Eckardisdorff (1315), Eckersberg (1377), Eckersdorff  (1390), Eckardstorf (1391), Eckerschdorff (1528), Eckartsberg (1595), Eckersberg (1700) und
Eckersberg bzw. Eckhardsberg (1815).

### Verwaltungszugehörigkeit
1777: Görlitzer Kreis, 1849: Landgerichtsbezirk Löbau, 1856: Gerichtsamt Zittau, 1875: Amtshauptmannschaft Zittau, 1952: Kreis Zittau, 1994: Landkreis Löbau-Zittau, 2008: Landkreis Görlitz

### Einwohnerentwicklung
| Jahr | Einwohner                                 |
| ---- | ----------------------------------------- |
| 1547 | 27 besessene Mann                         |
| 1777 | 20 besessene Mann, 26 Gärtner, 13 Häusler |
| 1834 | 513                                       |
| 1871 | 598                                       |
| 1890 | 626                                       |
| 1910 | 1097                                      |
| 1925 | 1124                                      |
| 1939 | 1143                                      |
| 1946 | 1524                                      |
| 1950 | 1501                                      |
| 1964 | 1402                                      |
| 1990 | 1202                                      |
| 2016 | 838                                       |

## Ortsbild
Eckartsberg wurde als einseitiges Waldhufendorf angelegt. Die Hufenflur erstreckt sich ausschließlich über die Lößlehmböden nordöstlich des Eckartsbachtales. Das Straßendorf erstreckt sich auf drei Kilometer Länge am Hang linksseitig des Eckartsbaches bis an den Zittauer Urnenhain. Ortsbildprägend sind die großen, weithin sichtbaren Hofanlagen auf der Anhöhe bzw. in Hanglage mit den aus dem Tal aufsteigenden ehemaligen Milchwegen. Zwischen den in Bachnähe gelegenen Häusern des Dorfes und den Vierseithöfen auf der Anhöhe im Außenbereich besteht ein Höhenunterschied von ca. 60 m. Östlich des Schleekretschams erhebt sich die Felswand des aufgelassenen Steinbruches mit bis zum 30 cm starken und 15 m hohen Basaltsäulen, der bis zu 17 m tiefe Steinbruchsee dient als Tauchgewässer.
Mit Ausnahme des Oberdorfes verläuft die westliche Gemarkungsgrenze entlang des Eckartsbaches, wobei der Bachlauf selbst nur auf einem kurzen Abschnitt die Grenze bildet, zumeist verläuft diese geradlinig durch die Auen rechts- bzw. linksseitig des Baches. Die Ortsfluren werden mit Ausnahme des Eckartsbachtales und der Höllberge landwirtschaftlich genutzt, der Anteil von Waldflächen ist gering. Seine westliche Außengrenze bildet der Eckartsbach. Der Höhenunterschied zwischen den nahe dem Bach gelegenen Häusern und den Gutshöfen auf der Anhöhe beträgt etwa 60 m.

### Ortsgliederung
Besonders benannte Ortslagen sind:
- Die Lehdegärten, ehemals eine Häusergruppe am oberen Ortsausgang an der Straße nach Oberseifersdorf über dem Steilhang zum Eckartsbach. Mit der Ende der 1990er Jahre angelegten Neutrassierung der Bundesstraße 178 als Zittauer Nordumgehung zur Bundesstraße 99 wurden die Häuser mit Ausnahme eines Dreiseithofes abgebrochen und die alte Straße nach Oberseifersdorf gekappt. Bei dem nordwestlich des Hofes befindlichen Gemarkungsdreieck zwischen Eckartsberg, Oberseifersdorf und Mittelherwigsdorf befindet sich der Abzweig der durch die Eckartsbachschlucht nach Zittau führenden Staatsstraße 132 von der Bundesstraße 178.
- Die Vierhäuser, gelegentlich auch Fünfhäuser genannt, eine Häuserzeile an der Löbauer Straße (S 132) unterhalb eines Steilhanges östlich des Hasenberges am unteren Ausgang der Eckartsbachschlucht
- Oberhasenberg, das nördliche der drei Hasenberggüter liegt westlich von Eckartsberg auf einer Kuppe über dem Tal des Hasenbergwassers. Unmittelbar westlich des Hofes befinden sich die Reste der abgegangenen Wasserburg Hasenberg.

### Besonderheiten
- Mehrere Gutshöfe, darunter
  - „Zur Sandgrube 12-16“, zwei erhaltene Flügel eines Vierseithofes aus dem 18. Jahrhundert im Niederdorf
  - „Geschwister-Scholl-Str. 37“, Vierseithof im Ortskern, die geschlossene Hofanlage besteht aus einem alten Wohnstallhaus mit Umgebinde und langer Oberlaube, einem neuen Wohnstallhaus aus Bruchstein mit einer steinernen Umgebindeimitation, Nebengebäuden, dem Hofbogen an der Straße sowie Resten des alten Hofpflasters mit einem Wassertrog
  - „Feldstraße 7“ (Riedelsches Gut), in dem Vierseithof wurde vom Heimatverein Eckartsberg ab 2008 das Dorfmuseum Eckartsberg eingerichtet
  - „Bergstraße 43“ (Gasthof zum alten Gut), zum Gasthof ausgebauter Vierseithof an der neuen B 178
  - „Am Hasenberg 1“ (Oberhasenberg), der Vierseithof war das größte der 20 Eckartsberger Güter.
- Mehrere Umgebindehäuser
  - drei ehemalige Umgebindehäuser in der Geschwister-Scholl-Straße und Löbauer Straße, Langständerbauten mit gefachhohem Kreuzstrebengefüge im Obergeschoss
  - „Löbauer Straße 6“ und „Löbauer Straße 21“, zwei gut erhaltene Umgebindehäuser aus der zweiten Hälfte des 19. Jahrhunderts
- Bodendenkmal Wasserburg Hasenberg
- Naturdenkmale
  - „Härtelts Linde“, Winterlinde im Hof Bergstraße 24
  - Winterlinde am Grundstück Bergstraße 20
  - „Kaisers Eiche“, Stieleiche am Hof Feldstraße 19
  - Herbstzeitlosenwiese am Scheidebach
  - Teichwiese im Quellgebiet des Fröschelbaches, Brutbiotop der Grauammer